# Raffaello (Tartarughe Ninja)
Raffaello, soprannominato Raph, è uno dei quattro personaggi principali dei fumetti sulle Tartarughe Ninja e dei media correlati. Nella maggior parte delle iterazioni, di solito è raffigurato come il secondo maggiore dei quattro fratelli, spesso in contrasto con suo fratello maggiore, Leonardo.
Di solito è raffigurato con indosso una maschera rossa per gli occhi; a questo proposito, è l'unica tartaruga a conservare questo colore dall'incarnazione originale dei personaggi, poiché le restanti tartarughe hanno ricevuto colori diversi in un secondo momento. Raffaello brandisce due sai come armi principali. È comunemente ritratto nei media mentre parla con un accento di Brooklyn. Raffaello è noto per la sua personalità temperante, essendo irascibile, aggressivo, scontroso, sarcastico e ribelle. L'origine della rabbia di Raffaello non è sempre completamente esplorata, ma in alcune rappresentazioni sembra derivare in parte dalla consapevolezza di essere le uniche creature del loro genere e, in definitiva, sole. Come tutti i fratelli, prende il nome da un artista rinascimentale; in questo caso, prende il nome dal pittore italiano Raffaello Sanzio del XVI secolo.
Il sito web IGN ha inserito Raffaello alla 23ª posizione nella classifica dei cento maggiori eroi della storia dei fumetti, dopo il Professor X e prima di Yorick Brown.

## Aspetto e personalità
Raffaello è una tartaruga mutante antropomorfa. La sua statura "classica" è sul metro e mezzo e il suo peso è intorno ai 70–80 kg; nei reboot cinematografici (2014 e 2016), invece, è alto oltre il metro e ottanta. Come i suoi fratelli presenta delle mani con tre dita (tra cui un pollice opponibile) e i piedi hanno due dita (tre nella serie del 2012). Cammina in posizione eretta. Possiede denti molto simili a quelli umani, anziché avere il classico becco adunco sdentato; il suo apparato digerente gli permette di assumere gli stessi alimenti di cui gli esseri umani si nutrono quotidianamente. Come tutte le tartarughe anche Raffaello ha la pelle verde, un carapace marrone o verde intenso (dipende dalla versione) di forma ovale e un piastrone giallo (composto da sei piastre) che copre l'intera sezione anteriore del tronco.
Ha una corporatura simile a quella dei suoi fratelli, e si differenzia da loro solo per il tono muscolare più voluminoso e un'espressione facciale più aggressiva. Indossa una maschera di colore rosso all'altezza degli occhi e utilizza i pugnali Sai come armi.
Ha un carattere molto impulsivo, oltre che irruente e determinato, e fatica a controllarsi, nonostante abbia uno spirito nobile e sia molto coraggioso. Proprio a causa della sua impulsività e della sua scarsa cognizione tattica, nonostante sia il più abile nel combattimento e il più forte fisicamente, non è leader, e per questo è geloso del disciplinato Leonardo, anche se ovviamente, è a lui molto legato. Tra i quattro fratelli è quello che tiene di più alla giustizia, difendendola anche nel modo più aggressivo ed estremo. Dopo la partenza di Leonardo nel film TMNT (2007), sarà Raph a mantenere l'ordine nelle strade di New York, travestendosi all'insaputa di tutti da Giustiziere della notte. Nella serie animata Tartarughe Ninja alla riscossa la sua relazione con Leonardo non è tesa, anzi va particolarmente d'accordo con tutti, e riceve un ruolo da spalla comica insieme a Michelangelo, mantenendo nelle sue caratteristiche, solo un certo sarcasmo. Il suo migliore amico è Casey Jones, con il quale ha molto in comune (l'irrequietezza, l'odio per il male, l'elevato senso di giustizia e la passione per il combattimento).
Nei vari adattamenti, risulta evidente la fobia che Raffaello prova verso gli insetti.

## Poteri e abilità
Delle Tartarughe Ninja, Raffaello è evidentemente il più abile nel combattimento, eccezionale nelle arti marziali e nel corpo a corpo. Inoltre, padroneggia il Kobudō di Okinawa. Raffaello è un maestro nell'utilizzo del Sai, di qualsiasi coltello o pugnale e dei tonfa.
Oltre alla sua superiorità combattiva, è anche la tartaruga più forte, capace di sollevare un essere umano sopra la sua testa. La sua maggiore forza può essere dovuta in parte al suo carattere battagliero. Come i suoi fratelli, anche Raffaello ha equilibrio, agilità e velocità a livello olimpico. Può saltare più lontano e più in alto di un essere umano, oltre a muoversi più velocemente e più facilmente. La sua agilità, seppure incredibile, è inferiore a quella dei suoi fratelli.
È altamente qualificato nel ninjutsu ed è un maestro di tecniche furtive, che lo rendono elusivo come i suoi fratelli: può muoversi nell'ombra, sgattaiolare senza essere scoperto e usare le tattiche di combattimento di un vero ninja.
Il suo carapace e il suo piastrone funzionano come una corazza antiproiettile, in grado di respingere le pallottole. Ha la normale capacità di una tartaruga di entrare nel suo guscio.
Come i suoi fratelli, può guarire più velocemente di una persona normale dopo aver subito danni dai suoi nemici e molte ferite.

## Apparizioni nei fumetti

### Mirage Comics
Nel fumetto originale Raffaello era la tartaruga più violenta e aveva la tendenza a perdere il controllo in battaglia o quando il suo carattere divampava per la collera. Ha inoltre un senso dell'umorismo un pò sarcastico. Nei numeri successivi, è dimostrato che non è un grande amante del soprannaturale e che afferma di essere una persona con i piedi per terra.
Il carattere aggressivo di Raffaello andò progressivamente a sparire con il prosieguo della serie, probabilmente un momento chiave per lo sviluppo del suo personaggio fu quando permise a Leonardo di entrare da solo per sconfiggere Shredder, dopo essere stato quasi ucciso dal Clan del Piede. Da allora, ha avuto meno possibilità di sfidare la leadership di Leonardo e, nel complesso, diventa più amichevole nei confronti della sua famiglia e dei suoi alleati.
Tra i suoi tre fratelli, Raffaello è in realtà molto legato a Michelangelo, dopo averlo affermato nel quarto numero dei fumetti TMNT originali. Raph (suo nickname) mostrerà spesso, verso il fratello più giovane, un lato premuroso, più rilassato di sé stesso, spesso indulgendo emotivamente verso il fratello minore e proteggendolo durante gli scontri. Raffaello ammette apertamente che il solo pensiero che suo fratello minore venga gravemente ferito gli fa provare rabbia violenta. Successivamente Raffaello incontra il vigilante umano Casey Jones che è ancora più violento di lui. Nonostante il loro brutale primo incontro/scontro, i due da allora stringeranno uno stretto legame di amicizia.
Nella serie di fumetti 'Volume 4, Raffaello è nuovamente riproposto come la tartaruga più violenta, ma è più socievole. Dopo essere stato morso da una creatura simile a un vampiro, sperimenterà un'ulteriore mutazione diventando una versione gigante di sé stesso ed entrando in uno stato di rabbia animale furiosa. Tuttavia attraverso una manifestazione interiore del maestro Splinter, riuscirà a riacquistare la sua mentalità e in seguito aiuterà Leonardo e Casey Jones a rintracciare i vampiri che lo hanno attaccato. Questo è anche in qualche modo simile ad una trama precedente sviluppata nel Volume 1, in cui Raffaello fu attaccato da una creatura simile a una sanguisuga che, mentre succhiava il sangue, lo prosciugava anche del mutageno nel suo corpo e lo riportava ad essere una piccola tartaruga. La sanguisuga stessa mutò e svanì, spingendo le rimanenti tartarughe a seguirla. Alla fine, dopo aver rintracciato la creatura, Raffaello riuscirà a morderla bucando così la sua pelle, bevendo il suo sangue e mutando nuovamente. Questa incarnazione di Raffaello è apparsa nel film Turtles Forever.

### Image Comics
Nella serie Image che trattava i primi due volumi dei Mirage Comics come canonici, Raffaello fu colpito in faccia e sfigurato. Successivamente, fu costretto ad indossare una delle maschere da hockey di Casey Jones per la maggior parte del tempo, e alla fine solo una benda sull'occhio. Più tardi, Raffaello indossò l'armatura di Shredder nel tentativo di dominare psicologicamente una banda di New York, con la quale il clan del piede era impegnato in una guerra. Indossò una leggera variante dell'armatura di Shredder fingendo di essere lo stesso Shredder. Riuscì a sconfiggere un certo numero di uomini e fu così accettato, ottenendo il controllo della fazione di New York del clan del piede per un breve periodo così da poter ristabilire una tregua tra le bande insorte.
Nella serie indipendente pubblicata di Image Comics # 24, Raffaello aveva una benda sull'occhio e una bandana rossa per l'intera durata del numero ed era ancora più arrabbiato che mai. Uccise Cheng con cui era stato amico nel numero 25, e non appena Pimiko fu uccisa dal guanto di Lady Shredder, Raph si tolse la bandana e la benda sull'occhio per rivelare che l'occhio sinistro, in realtà, non era più sfigurato ma era tornato alla normalità. In seguito disse a Leonardo che provava qualcosa per Pimiko.

### Archie Comics
La serie di fumetti Archie si intitolava Teenage Mutant Ninja Turtles Adventures e iniziò come adattamento diretto della popolare serie di cartoni animati alla fine degli anni '80. Dopo il secondo arco narrativo, Raffaello cambiò costume e iniziò a indossare un completo ninja tutto oscuro che vinse durante un Alien Wrestling Match. Sarebbe stato il primo membro di Teenage Mutant Ninja Turtles ad avere una ragazza, incontrando Ninjara nel numero 28 e rompendo con lei verso la fine del numero 75 della rivista. In futuro, Raffaello avrebbe perso un occhio durante un conflitto con Shredder, Verminator X e Armaggon (nella maggior parte delle future incarnazioni della cronologia di Raffaello, mancherà l'occhio sinistro). Avrebbe poi viaggiato nel tempo, dopo che suo fratello Donatello avrà inventato questa tecnologia e alla fine si ritirerà sull'isola Turtleco (che era Manhattan) diventando proprietario di un bar.

### IDW Comics
Nei fumetti IDW, Raffaello, come i suoi fratelli, è uno dei figli reincarnati di Hamato Yoshi, che nel Giappone medievale furono assassinati da Oroku Saki. Ha iniziato la sua nuova vita nel presente come giovane tartaruga nel laboratorio di StockGen Research, il laboratorio di genetica di Baxter Stockman ed è stato utilizzato come cavia per un esperimento con l'obbiettivo di creare un super soldato con armatura naturale. Alcuni ninja però cercarono di sequestrare le tartarughe e vari altri risultati di ricerca dal laboratorio, tra cui un mutageno. Durante l'azione dei ninja, sia suo padre reincarnato, ora un topo da laboratorio, sia le altre tre Tartarughe, furono cosparse da un cocktail chimico che ha innescato la loro mutazione.
Poco prima della sua mutazione, Raffaello fu tuttavia separato dalla sua famiglia a causa dell'attacco di un gatto di strada affamato. Così fu preso dal panico mentre mutava e successivamente fu preso sotto l'ala di un senzatetto di nome Buck. Tuttavia, Buck fu assassinato da alcuni criminali di strada, ispirando rabbia e dolore in Raffaello.
Nei quindici mesi successivi la sua mutazione, visse una miserabile esistenza come vagabondo per le strade di New York City senza un ricordo della sua vita prima della sua trasformazione, e addirittura senza un nome. Durante questo periodo, i suoi fratelli lo cercavano regolarmente, ma non riuscivano a trovarlo.
Questo cambiò nella notte in cui Raffaello strinse amicizia con Casey Jones dopo aver salvato lo stesso Jones da un pestaggio ad opera di suo padre. Successivamente durante un attacco di Old Hob, le altre Tartarughe intervennero e portarono a casa di Splinter un incerto ma felice Raffaello. Ritrovata la sua famiglia, Raffaello iniziò ad allenarsi duramente con i suoi fratelli durante il mese successivo, facendo progressi incredibili e alla fine fu premiato con un paio di sai. Nonostante si fosse ormai unito ai suoi fratelli nella loro formazione e pattuglie, Raffaello mantenne la sua amicizia con Casey uscendo a volte e aggredendo i criminali.
Lo stato della sua nuova famiglia fu presto messo alla prova quando la loro casa fu attaccata dai M.O.U.S.E.R. robot e Splinter venne rapito. "Raph" combatté a fianco dei suoi fratelli per riavere indietro il padre, ma nel frattempo arrivò all'attenzione di Shredder e del Clan del Piede.
Quando Casey venne duramente picchiato da suo padre, Raphael perse la pazienza iniziando a colpire l'uomo per ucciderlo, ma fu fortunatamente fermato da Splinter, che gli fece capire di essersi fatto offuscare dalla troppa rabbia.
Tuttavia, la sua rabbia fu rivolta anche verso sé stesso durante la trama di City Fall, in cui il salvataggio di Casey accoltellato da Shredder portò Leonardo ad essere catturato e poi costretto a subire il lavaggio del cervello dal secondo in comando di Shredder. Devastato, Raffaello incolpò sé stesso per l'intero evento e così iniziò a chiedere selvaggiamente le informazioni relative al clan del piede dagli informatori fino a quando Michelangelo e Donatello lo fermarono. Quando Splinter e le Tartarughe tentarono di destare Leonardo, sotto lavaggio del cervello, dalle grinfie di Shredder, Raffaello riuscì a penetrare un po' nella mente di "Leo" e ricordargli chi fossero.
Alla fattoria O'Neil di Northampton, Raffaello si scontrò di nuovo con un Leonardo emotivamente disturbato, finché Leonardo non lo attaccò fisicamente. Da quel momento in poi "Raph" osservò e vegliò su suo fratello da lontano; incluso tenere Alopex, la volpe mutante, lontano da sé stesso. Nel tempo Raffaello diventò più amichevole con Alopex, anche se la fiducia che nutriva per lei era ancora traballante e credeva erroneamente che li avesse traditi quando il Piede li aveva attaccati.
A causa dei primi sforzi di Hob per ucciderlo, Raffaello rimase estremamente diffidente nei suoi confronti e non credeva che la loro famiglia avrebbe dovuto lavorare con lui. Nonostante questa diffidenza, continuava a fare commissioni a Hob per conto di Splinter.
Durante l'evento "Turtles in Time", Raffaello fu catturato dagli Utroms nella preistoria e adottò un piccolo dinosauro che chiamò Pepperoni. Quando Leonardo tentò di cambiare il passato uccidendo Oroku Saki nel Giappone medievale, fu Raffaello a farlo desistere.
Successivamente Raffaello partecipò all'attacco del Technodrome insieme ai suoi fratelli Leonardo e Michelangelo, dove combatterono contro Krang. Tuttavia fu devastato al suo ritorno a New York, dove trovò un morente Donatello, che riuscì a salvarsi solo grazie a Fugitoid; questi trasferì la mente di Donatello nel corpo del robot Metalhead. Raffaello rimase però convinto che Donatello non fosse realmente "vivo" e che in realtà il Fugitoid non sarebbe stato in grado di salvargli la vita. In particolare, si incolpò per aver lasciato indietro Donatello.
Quando Splinter entrò con la sua famiglia nel Guantlet, un antico rituale che avrebbe posto fine al sanguinoso conflitto tra loro e il Piede, Raffaello fu contrapposto al potente ed oscuro Rocksteady, che aveva quasi battuto a morte Donatello. Lui e Michelangelo usarono la loro abilità e agilità per mettere Bebop e Rocksteady l'uno contro l'altro. Raffaello partecipò alla lotta finale contro Shredder insieme ai suoi fratelli, che alla fine vide suo padre come vincitore.
Quando suo padre divenne il leader del clan del piede, anche Raffaello si unì a malincuore al clan, anche se ne rimase un po' distante se comparato a Leonardo. Rimase anche in contatto con il fratello Michelangelo, che non volle far parte del Piede, assicurandogli che sapeva quanto fosse difficile essere senzatetto e che avrebbe sempre avuto un posto nella loro casa.
Poco dopo, i quattro fratelli si riunirono per un viaggio sull'isola di Burnow, dove incontrarono un misterioso mutante alligatore di nome Leatherhead. Leonardo e Raffaello cercarono anche due dei guerrieri rimasti di Krang, Tragg e Granitor, ma prima di trovarli, furono messi fuori combattimento da Leatherhead. Così i due fratelli decisero di inseguire il mutante alligatore a New York, ma lo persero.
Al loro ritorno a casa, Raffaello e i suoi fratelli furono inorriditi nel vedere Kitsune che stava per uccidere Splinter, con Alopex (che aveva subito il lavaggio del cervello) che la assisteva. Kitsune assalì anche la mente di Raffaello costringendolo a combattere contro Leonardo.
Successivamente Raffaello tentò di riconciliare Michelangelo con la sua famiglia nell'arco di "Chasing Phantoms"; "Raph" sosteneva che Michelangelo avrebbe dovuto tornare con loro, anche se la loro casa era ormai nel clan del piede. Tuttavia, Raffaello iniziò a sentirsi sempre più a disagio con i metodi di Splinter. E dopo l'esecuzione di Darius Dun da parte del suo maestro, Raffaello cambiò idea e percepì che forse Michelangelo aveva sempre avuto ragione. Così decise di abbandonare il clan del piede insieme a Donatello e Leonardo, tornando nella loro vecchia tana.
Durante i giorni che seguirono, Raphael partecipò ad una festa di Natale, aiutò Angel Bridge a riportare un Alopex traumatizzato a New York e si infiltrò nella Pantheon Family Reunion, con risultati quasi mortali.
Successivamente fece ritorno alla Dimensione X con i suoi fratelli nell'arco narrativo de "il processo di Krang", in cui le quattro tartarughe furono tenute a raccogliere una serie di testimoni chiave per testimoniare contro Krang. Durante il processo, partecipò alla difesa del Pianeta Neutrino dallo sciame di Malignoid. Successivamente, lui e i suoi fratelli furono attaccati dai Collezionisti, e Raffaello fu costretto a intraprendere un viaggio interdimensionale con Ray Stantz, provocando il furto temporaneo del suo corpo da parte di fantasmi vichinghi.
La sua relazione tesa con Splinter si aggravò maggiormente quando le Tartarughe, tornate sulla Terra, trovarono il Piede in conflitto con i Triceraton. Quando Splinter tentò di imprigionare le Tartarughe per la loro stessa incolumità, Raffaello ne fu particolarmente indignato. In seguito accompagnò i suoi fratelli nel tentativo di risolvere la situazione, sconfiggendo il ninja Elite Foot. Quando Burnow Island fu attaccata da Bishop, Raffaello fu riluttante ad aiutare gli Utroms e i Triceraton, ma accompagnò comunque i suoi fratelli.
Poco dopo fu catturato dall'agente Bishop e fu posto sotto esperimenti, poiché l'E.P.F. desiderava sapere cosa rendesse le Tartarughe diverse dagli altri mutanti. Intendevano ucciderlo e sezionarlo, ma Raffaello si liberò e fuggì, grazie al ricordo di Buck, delle sue stesse perdite e dei tanti dolori del passato. Così dopo aver sconfitto molti membri dell'E.P.F., fu trattò in salvo da Casey, Angel e Alopex.

## Differenti incarnazioni

### Televisione

#### Tartarughe Ninja alla riscossa
La personalità di Raffaello nella serie animata del 1987 è quella che in realtà si discosta maggiormente da tutte le altre incarnazioni, anche perché la serie non era destinata ad un pubblico adulto.
Sebbene il carattere violento di Raffaello sia molto attenuato, "Raph" può comunque diventare irritabile quando è seccato o di cattivo umore, tuttavia è per lo più dipinto come un saggio sardonico e fornisce "sollievo" comico al fianco di Michelangelo. Tuttavia se l'umorismo di Michelangelo è di solito attribuibile alla sua ignoranza e goliardia, quello di Raffaello lo è più al suo essere sarcastico. Seppur la relazione tra Michelangelo e Raffaello, durante la serie, non si rivelerà mai conflittuale, "Raph", spesso, si prenderà gioco del fratello minore ed arriverà svariate volte ad infastidirsi davanti alle buffonate di Michelangelo.
La relazione di Raffaello con Leonardo, contrariamente al fumetto non è tesa. Nonostante ciò, Raffaello di solito fungerà da contrasto alla personalità ottimistica di Leonardo con le sue pessimistiche osservazioni sarcastiche. Tuttavia, Raffaello sfiderà la leadership di Leonardo, anche se una sola volta (nell'episodio della stagione 8 "Turtle Trek"). Nella famosissima e fortunata serie animata, diversamente dal fumetto originale della "Mirage Studios", i colori delle maschere dei quattro protagonisti si differenziarono tra loro, inoltre tutte e quattro le tartarughe porteranno applicata una piastra distintiva sulla cintura con, al di sopra incisa, l'iniziale del proprio nome; nel caso di Raffaello la lettera "R". Inoltre i parabraccia e le ginocchiere in cuoio del fumetto furono sostituite da sottili fasce colorate a seconda la maschera che aveva indosso il determinato personaggio, nel caso di Raffaello con il rosso. Un'altra differenza con il fumetto originale è anche la lunghezza delle due bande ricadenti dal nodo dietro la nuca: nella serie animata sono nettamente più corte. Come tutti i suoi fratelli, Raffaello è ghiotto di pizza. Il Raffaello della serie animata del 1987 ha anche fatto un paio di apparizioni nella serie del 2012, nell'episodio "The Manhattan Project". Lui e le altre tartarughe insieme a Casey e April vengono avvistati, attraverso un portale, dalle loro controparti del 2012 mentre camminano per una strada di New York. Alla fine dello stesso episodio, Raffaello ha fatto un cameo parlante insieme alle altre tartarughe quando un verme spaziale della dimensione 2012 ha iniziato a terrorizzare la strada. Tutte e quattro le tartarughe una volta visto il verme saltano in azione gridando il loro famoso slogan "Cowabunga". Il doppiatore di Raffaello, nella serie del 1987 è Diego Sabre.

#### Tartarughe Ninja
Nella serie animata del 2003, Raffaello è nuovamente doppiato da Diego Sabre e il cast "storico" viene riconfermato anche per dare la voce agli altri tre fratelli. In questa incarnazione,"Raph" ha la pelle di un colore verde scuro, molto più vivido di quelli dei suoi fratelli. Inoltre, come nel fumetto originale, tutte le tartarughe ninja portano indosso dei paragomiti e delle ginocchiere in cuoio. Le maschere e le loro colorazioni restano invariate rispetto alla serie del 1987, mentre le bande posteriori sono più lunghe. La variante sostanziale è rappresentata dal disegno degli occhi sotto le maschere, interamente bianchi. Questa serie è, nello spirito, decisamente più adulto, dark ed underground, molto più fedele al fumetto originale; anche la versione di Raffaello ha una personalità molto più simile alla sua incarnazione fumettistica: è infatti più rabbioso, più sardonico, forse non altrettanto violento, ma comunque furioso, come dimostrato in un episodio in cui, travolto dall'ira, quasi si ritrovò a schiacciare la testa di Michelangelo con un tubo metallico, dopo che Mikey aveva avuto la meglio in uno scontro di allenamento. Il suo rapporto con Leonardo è bilanciato: di tanto in tanto Raffaello discuterà con lui, ribellandosi talvolta alla leadership del fratello maggiore ma nel contempo, è anche la prima delle tartarughe a versare lacrime quando Leonardo è gravemente ferito ed in serio pericolo di vita. Nel complesso Raffaello dimostra di essere un buon fratello. Differentemente dalla serie del 1987, il rapporto di Raffaello con Michelangelo è decisamente più teso. Michelangelo disturberà a più riprese Raffaello con le sue buffonate e il suo prenderlo in giro, mentre "Raph" risponderà con irascibilità e rimproveri. Entrambi tenderanno a litigare tra loro. Tuttavia, quando Michelangelo è in pericolo, Raffaello arriva spesso in suo soccorso. Nel complesso si tratta di una relazione fraterna di amore-odio.
Raffaello è generalmente molto protettivo nei confronti dei suoi fratelli (anche se non prova l'estremo senso di responsabilità di Leonardo) e mostra rabbia e sofferenza quando un nemico li ferisce o li cattura. Il suo rapporto con Donatello invece è semplice e i due vanno molto d'accordo. Di solito è il primo a complimentarsi con le sue geniali invenzioni. Tra i prototipi creati da Donatello il preferito di Raffaello è il "Ciclo Shell": una moto rossa che Raph utilizza molto spesso per inseguire criminali o per semplice divertimento.
Il suo migliore amico, come nei fumetti, è Casey Jones e, nell'episodio finale in cui Casey e April O'Neil si sposano, Raffaello fungerà da testimone di nozze.
Nella serie emerge una certa fobia che Raffaello prova nei confronti di alcuni tipi di insetti come vespe e scarafaggi.

#### Teenage Mutant Ninja Turtles - Tartarughe Ninja
La serie animata Nickelodeon è completamente realizzata in computer grafica e il design di Raffaello è molto cambiato, con occhi verdi e una piccola sforacchiatura, a forma di fulmine, sul suo piastrone e sotto la spalla sinistra.
In questa incarnazione, Raffaello è una tartaruga bella e brillante nonostante le crepe sul suo piastrone. È molto intelligente e ha una personalità molto forte. Tuttavia, può diventare incredibilmente esplosivo quando si sente ferito o frainteso. A volte, come nelle serie precedenti, manterrà la caratteristica di entrare ed uscire dal gruppo.
Tuttavia il comportamento di Raffaello risulta incoerente. A volte Raffaello collabora e prende tranquillamente ordini, e talvolta al contrario si ribella. La sua relazione con Leonardo è tesa. Raffaello a volte vorrebbe esplodere contro il leader, e Leonardo a sua volta tenta di calmare o di affrontare l'irascibile fratello, a seconda dei casi. Raffaello detesta il fatto che Leonardo sia il leader e diverse volte tenterà di assumere il ruolo del fratello maggiore. Due volte ci riuscirà con successo nel corso delle stagioni. Nella quinta stagione Raffaello dialogherà di meno con Leonardo, almeno rispetto alle stagioni precedenti, probabilmente perché Leonardo è il sensei e controlla "Raph". Nonostante tutto, Leonardo e Raffaello sono in realtà molto vicini e si preoccupano profondamente l'uno dell'altro. Si uniranno per combattere e sfidare Donatello e Michelangelo durante gli allenamenti. La relazione di Raffaello con i suoi due fratelli Michelangelo e Donatello non è così turbolenta come la sua relazione con Leonardo, ma a volte può essere tesa. A volte "Raph" tende a colpirli o a sfidarli troppe volte in allenamento, ma altre volte si uniscono per deridere Leonardo.
Individualmente il rapporto di Raffaello con Michelangelo è nella norma: Quando Michelangelo lo infastidisce, Raffaello lo insulta. Tuttavia Raph è il fratello maggiore di Mikey e quindi, in questa serie, rappresentata un modello per lui. In diverse occasioni si vede Raffaello rassicurare e confortare Mikey. Una volta rivolgendosi al fratello minore gli ha anche espresso la sua stima, confidandogli di vederlo come un "ragazzo fantastico".
In questa serie la relazione tra Raffaello e Donatello è invece controproposta: Donatello e Raffaello spesso vanno in escandescenza l'uno verso l'altro, con frequenti discussioni. Donatello, ogni qual volta che Raffaello sbotta, lo definisce ironicamente un "bambinone", mentre Raph, per pungere l'orgoglio del genio di casa, lo definisce "un cretino".
Quando Raffaello si comporta in modo sconvolgente e i suoi fratelli glielo lo fanno notare, da principio per orgoglio, si rifiuterà di porgere le sue scuse, ma queste, se pur tardive, arriveranno sempre con riluttanza ma anche con reale presa di consapevolezza.
Raffaello, fedelmente al fumetto ed alla serie animata del 2003, prova una fobia verso alcuni tipi di insetti, in particolare si "pietrifica" davanti agli scarafaggi, almeno fino a quando non è riuscito a sconfiggere lo scarafaggio mutante Spyroach.
Raffaello ha un debole per i suoi animali domestici che lo aiutano a calmarsi. Possiede una normale tartaruga da compagnia di nome Spike, che in seguito si trasformerà in Slash, nella versione di questa serie animata. Più tardi adotterà una tartaruga aliena di nome "Mordicchio".

#### Rise of the Teenage Mutant Ninja Turtles - Il destino delle Tartarughe Ninja
In questa serie animata reboot, al contrario delle altre è il leader delle tartarughe in quanto è il fratello maggiore. Al posto dei Sai, possiede ora dei Tonfa che gli conferiscono maggiore forza fisica. È una tartaruga azzannatrice, ed è fisicamente più grosso e forte.

### Film

#### Trilogia originale

##### Tartarughe Ninja alla riscossa(1990)
Probabilmente è il film più vicino alle ambientazioni notturne e violente del fumetto originale. In una New York destabilizzata dalla malavita e da un netto disagio giovanile, il Clan del Piede di Shredder è a capo della criminalità della città. Ad opporsi a questa escalation criminale, le tartarughe ninja, guidate dal maestro Splinter, adorano la pizza e si muovono nel buio, pronte a difendere gli indifesi. Nel film, il carattere di Raffaello viene esplorato con attenzione: ha (come nel fumetto originale) un carattere irascibile, usa talvolta espressioni volgari e sfida verbalmente suo fratello maggiore Leonardo. Questo film si concentra maggiormente sulla sua sensazione di isolamento dai suoi fratelli, sul suo tentativo di domare la rabbia, sulla sua difficoltà iniziale di accettare l'ombra e nascondersi dalla società di cui vorrebbe far parte. Come se non bastasse il suo senso di frustrazione e sbandamento aumenta quando Splinter viene infine catturato dal Clan del Piede. Nel film, incontra Casey Jones e salva la vita alla giornalista April O'Neil. In assenza di Splinter la tensione tra Leonardo e Raffaello cresce, soprattutto per l'impazienza di quest'ultimo di voler affrontare il nemico senza conoscerlo. Dopo un violento alterco con il fratello maggiore, Raph abbandona il gruppo nel tentativo di placare la sua rabbia sui tetti di New York, tuttavia, dopo una strenua difesa cade sotto i colpi dei ninja del Piede. Caduto in coma, verrà salvato dai suoi fratelli e portato nella casa di campagna di April. Qui, un pentito Leonardo veglierà su di lui, fin quando Raffaello non si sveglierà e dopo un commosso abbraccio tra i due verrà suggellata la pace e una nuova unione familiare. Da quel momento, Raffaello si metterà a disposizione del gruppo e, così facendo, troverà comprensione e sostegno dalla sua famiglia, e soprattutto, insieme, le tartarughe riusciranno ad arrivare al confronto con Shredder. Dopo un duro scontro con Oroku Saki, le tartarughe ninja verranno salvate dal ritorno di Splinter, che avrà la meglio su Shredder; così dopo aver riabbracciato il loro padre spirituale, le tartarughe grideranno insieme "Cowabunga", il loro motto di vittoria. Nel film Raffaello utilizza i sai, indossa la sua maschera rossa con le due bande lunghe dietro la nuca, le ginocchiere e i paragomiti; queste ultime due, a differenza della serie animata del 1987, sono invece in cuoio, proprio come nel fumetto originale e non colorate. In alcune occasioni, nelle sue solitarie uscite notturne, Raph utilizza, per camuffarsi tra gli umani, un impermeabile grigio scuro, uno zaino ed un cappello.

##### Tartarughe Ninja II - Il segreto di Ooze
Il film segue nuovamente le avventure delle quattro tartarughe: Leonardo, Donatello, Michelangelo, Raffaello e il loro maestro Splinter. Riprendendo gli eventi dell'ultimo film, il temibile Shredder, sopravvissuto allo scontro con Splinter, ritorna per riprendere il comando del clan dei piede e operare per vendicarsi delle Tartarughe. Quando apprende il segreto dietro la mutazione delle Tartarughe (il mutageno di nome Ooze), diventa più pericoloso che mai. Il film fa luce sulle origini di Splinter e delle tartarughe, oltre a presentare due nuovi cattivi: Tokka e Rahzar. Questi ultimi due mutanti furono introdotti al posto di Bebop e Rocksteady che non poterono essere utilizzati a causa delle proteste di Kevin Eastman e Peter Laird che non li avevano mai voluti nemmeno nella serie animata del 1987. A differenza del primo film, questo capitolo raramente mostra l'uso delle armi da parte delle Tartarughe. Queste, infatti, combattono per lo più a mani nude per gran parte del film, nel tentativo di attenuare la violenza mostrata nel primo film. Caratterialmente Raffaello mostra ancora dei segni di rabbia ed occasionalmente tende a perdere la pazienza, ma tutto in tono minore rispetto al primo film. Mostra nuovamente la sua impulsività, quando decide di abbandonare il gruppo dopo aver avuto uno screzio con Leonardo, disattendendo poi gli ordini di Splinter, e facendosi catturare dal Piede nel tentativo di far infiltrare il giovane Keno nell'organizzazione criminale. Tuttavia, una volta salvato dai fratelli, ritornerà stabilmente nel gruppo e insieme a loro riuscirà a battere definitivamente Shredder.

##### Tartarughe Ninja III
Quando uno scettro magico trasporta accidentalmente April indietro nel tempo fino al Giappone del XVII secolo, Leonardo, Raffaello, Donatello e Michelangelo, tramite un portale temporale, si mettono alla sua ricerca, facendosi strada tra le fogne proprio nel Samurai-O-Rama del perfido Lord Noringa. I quattro fratelli dovranno combattere anche contro il cinico mercenario inglese Walker, per recuperare lo scettro magico che li dovrà riportare nel loro tempo, sotto la metropolitana di New York City. Il concept di questo film è vagamente basato su una storia chiamata "Maschere" dai numeri 46 e 47 dei fumetti Mirage originali. La storia mostra le tartarughe e Renet che tornano nel Giappone feudale per combattere uno shogun malvagio e impegnarsi in battaglie di samurai. Nei fumetti originali, lo Scettro del tempo è normalmente associato a Renet, l'apprendista timestress di Lord Simultaneous. Lei e le tartarughe, nei loro viaggi temporali, incontrano spesso il malvagio Savanti Romero. Nessuno di questi personaggi appare però in questo film. In questo terzo capitolo ritorna il personaggio di Casey Jones, che non era apparso nel secondo film. Il carattere di Raffaello è più mite ed in particolare si nota la sua grande nobiltà d'animo quando si ritrova ad empatizzare con un bambino, Yoshi, a cui insegna come dominare la rabbia. Inoltre Raffaello sembra capire di essere in grado di placare maggiormente i suoi sensi, quando si trova a contatto con la natura.

### Film successivi

#### TMNT (2007)
Nel film d'animazione al computer TMNT, Raffaello è il protagonista. In assenza di Leonardo, ha trascorso le sue notti da vigilante corazzato noto come The Nightwatcher. Quando assume la sua seconda identità da guardiano notturno, Raffaello usa un'arma ninjutsu diversa, il manriki: catene pesate che possono essere nascoste nelle mani e utilizzate da distanze considerevoli. A differenza del suo sai, i manriki non sono in genere armi letali, sebbene possano schiacciare un teschio se usati con forza sufficiente.
In questo film, l'animosità tra Raffaello e Leonardo è molto forte a causa della rabbia di Raffaello provata per la partenza di suo fratello. Il risentimento di Raph poggia sul fatto che anni addietro, Leonardo, loro leader, li abbia trattati come fa un generale con i suoi "soldatini", per poi abbandonarli (almeno secondo la sua opinione) per almeno un anno. Ciò condurrà ad uno scontro fisico tra Raffaello e il "ritornato" Leonardo e il risultato sarà che Raffaello ferirà quasi mortalmente il fratello maggiore prima di ritirarsi, rendendosi improvvisamente conto di cosa stesse per fare, correndo impaurito per la sua stessa rabbia.
Dopo il rapimento di Leonardo, Raffaello riconoscerà quindi il suo errore davanti al Maestro Splinter e confesserà cosa è avvenuto con il fratello, e di aver compreso il motivo per cui Leonardo è stato scelto come leader. Il Maestro Splinter spiegherà poi a Raffaello che la sua tendenza di farsi carico dei problemi del mondo sulle sue spalle, come un protettore dei deboli, è una grande qualità, ed anche se potrebbe non essere il suo studente preferito, ciò non significa che non possa essere il suo figlio preferito. Il Maestro Splinter poi confida a Raffaello che la sua forza, la sua dedizione e la sua lealtà, verso le persone a cui tiene, sono anche esse qualità di un grande leader, se queste sono temprate dalla compassione. Successivamente Raffaello, Donatello e Michelangelo, insieme a Casey Jones ed April riescono a salvare Leonardo, e Raph, si mostra subito desideroso di combattere al fianco di suo fratello anziché contro di lui. La relazione di Raph con Donatello viene esplorata maggiormente quando Donnie chiarisce di non apprezzare il Nightwatcher. Ciò è dovuto al fatto che Nightwatcher utilizzi le stesse tattiche di Raph, inoltre un altro motivo di contrasto tra i due è che Donatello ritiene che la squadra esista ancora dopo la partenza di Leo, mentre Raffaello non è del suo stesso avviso. Donnie inoltre non supporta l'ammirazione di Michelangelo nei confronti di Nightwatcher, anche se ovviamente non è a conoscenza che lo stesso Raph sia in realtà il "Guardiano Notturno"; inoltre Donnie ritiene che Raffaello dovrebbe trovare un lavoro normale per sostenere la famiglia. Già la sola antipatia di Donnie per "Nightwatcher" sembra far arrabbiare leggermente Raph, poi c'è il fatto che Splinter abbia incaricato Donatello di occuparsi delle tartarughe, mentre Leonardo era via. Questo infastidisce Raffaello a tal punto, da essere costretto a trattenersi dal dare un pugno in faccia a Donnie; tuttavia gli basta osservare il sussulto del fratello per provare soddisfazione.

#### Tartarughe Ninja(film)
Raffaello compare nel nuovo film reboot live-action Tartarughe Ninja. Nel lungometraggio è aggressivo e fatica a seguire gli ordini. Spesso perde la pazienza e ha una forte indipendenza, che il fratello maggiore Leonardo non vede di buon occhio. È la prima tartaruga che April O 'Neil vede dopo che queste fermano il clan del piede, anche se lei non scorgendolo bene, pensa che sia un uomo. Quando April scatta una foto, Raph la minaccia anche dopo che Donatello ha cancellato i dati di memoria del suo telefono. Nella battaglia nella tana della tartaruga con il Piede, Raph viene travolto dalle macerie e viene dato per morto. Per questo motivo, è l'unica tartaruga a non essere catturata dal Clan del Piede. Quando si sveglia, trova uno Splinter quasi morente, il maestro rivolgendosi a lui ed April implora loro, di salvare gli altri fratelli. Così i due si uniscono a Vern Fenwick per aiutarlo a salvare Leonardo, Donatello e Michelangelo dalle Sacks Industries. Lì Raph combatte contro Shredder per dare tempo ad April e Vern per far fuggire le tre tartarughe prigioniere. Dopo aver salvato Leonardo, Donatello e Michelangelo e sconfitto Shredder, Raffaello e i suoi fratelli usano il mutageno per salvare la vita di Splinter. Insieme a Donatello e Leonardo, Raffaello non cerca di attirare l'attenzione di April a differenza di Michelangelo che esprime invece i suoi sentimenti. Anche se alla fine del film le mostra apprezzamento per aver sacrificato tutto per loro. In questa incarnazione, Raffaello non è così sarcastico ed esplosivo e non si scontra con Leonardo per quanto riguarda la leadership, hanno solo una breve discussione sul Hatamishi dove Raffaello si rifiuta di andare. È più vicino ai suoi fratelli in questo film che in tutta la maggior parte degli adattamenti precedenti. Mostra insofferenza quando Donatello parla dei suoi calcoli in un modo che gli altri non possano comprenderlo. In questo film in motion capture, l'aspetto delle tartarughe è molto diverso rispetto agli altri adattamenti precedenti ed è molto lontano dai fumetti originali; le tartarughe sono semivestite, non indossano tutte le classiche maschere, sono alte oltre 1,80 metri e sono molto più "gonfie" e muscolose, questo ha fatto storcere il naso a molti fan storici.

#### Tartarughe Ninja - Fuori dall'ombra
In questo sequel, le caratteristiche di Raffaello si mostrano più simili al suo standard. Ad esempio si arrabbia quando scopre che Leonardo ha comandato a Donnie di non rivelare né a lui né a Mikey, che la melma viola è in grado di trasformarli in umani, affermando che Leo avrebbe così infranto il terzo codice del ninja (onore). mentendo ai suoi fratelli. Disobbedisce agli ordini diretti di Leo e Successivamente non si fa scrupoli nel mentire ad April e Casey per convincerli ad andare in missione con lui. Tuttavia dimostra ancora di volersi prendere cura dei suoi fratelli, in questo pare che lui e Michelangelo siano molto legati, con i due che si uniscono nel fare scherzi a Casey Jones. Raffaello nel film mostra di aver paura delle grandi altezze, probabilmente a causa degli eventi del primo film. Anche in questo sequel, Raffaello come i suoi fratelli, appare nettamente diverso dal disegno originale dei fumetti e degli adattamenti "classici".

#### Batman vs. Teenage Mutant Ninja Turtles
Nel film d'animazione crossover (in questa pellicola da un'ispirazione alla storia a fumetti, Batman/Tartarughe Ninja), Raffaello con i suoi fratelli arrivano a Gotham City per seguire e fermare Shredder e il Clan del Piede, giunti anch'essi in città che si sono alleati con Ra's al Ghul e la Lega degli assassini. Dopo una rivalità iniziale con Batman, Robin e Batgirl, i due gruppi scoprono di avere lo stesso obiettivo e formano una grande alleanza.